# Star Trek 4: Missió salvar la Terra
Star Trek 4: Missió salvar la Terra (títol original en anglès Star Trek IV: The Voyage Home) és una pel·lícula de ciència-ficció estatunidenca de 1986, la quarta entrega de la franquícia de pel·lícules Star Trek basada en la sèrie de televisió Star Trek. La segona pel·lícula dirigida per Leonard Nimoy, completa l'arc narratiu començat a Star Trek 2: La còlera del Khan (1982), i va continuar a Star Trek 3: A la recerca de Spock (1984). Amb la intenció de tornar a casa a la Terra per fer front a les conseqüències de les seves accions a la pel·lícula anterior, la tripulació del USS Enterprise troba el planeta en greu perill per una sonda alienígena que intenta contactar amb la balena geperuda ara extinta. La tripulació viatja al passat de la Terra per trobar balenes que puguin respondre a la crida de la sonda.
Després de dirigir A la recerca de Spock, se li va demanar a Nimoy que dirigís el següent llargmetratge, i se li va donar més llibertat pel que fa al contingut de la pel·lícula. Nimoy i el productor Harve Bennett van concebre una història amb un missatge mediambiental i sense dolent clar. Insatisfet amb el primer guió produït per Steve Meerson i Peter Krikes, Paramount Pictures va contractar l'escriptor i director de La còlera del Khan Nicholas Meyer. Meyer i Bennett van dividir la història entre ells i van escriure diferents parts del guió, requerint l'aprovació de Nimoy, l'actor principal William Shatner i executius de Paramount.
La fotografia principal va començar el 24 de febrer de 1986. A diferència de les pel·lícules anteriors de Star Trek, Missió salvar la terra es va rodar àmpliament en exteriors, utilitzant molts escenaris i edificis reals per a escenes ambientades al voltant i a la ciutat de San Francisco. La firma d'efectes especials Industrial Light & Magic va col·laborar en la postproducció i els efectes especials de la pel·lícula. Poques de les balenes geperudes de la pel·lícula eren reals. ILM va idear animatrònics a mida completa i petits models motoritzats per substituir les criatures reals. La pel·lícula va ser dedicada a la tripulació del Transbordador espacial Challenger, que  va esclatar 73 segons després de l'enlairament el matí del 28 de gener de 1986.
Missió salvar la terra es va estrenar el 26 de novembre de 1986 a Amèrica del Nord per Paramount Pictures, i es va convertir en la pel·lícula més taquillera del cap de setmana. L'humor, l'actuació, la direcció, els efectes especials i la història poc convencional de la pel·lícula van ser ben rebuts per la crítica, els fans de la sèrie i el públic en general. Va tenir èxit financer, va recaptar 133 milions de dòlars arreu fel món, i va obtenir diversos premis i quatre nominacions als Premis Oscar per a cinematografia i so. Va ser seguida per Star Trek: L'última frontera el 1989.

## Argument
L'any 2286, una enorme sonda cilíndrica es mou per l'espai, enviant un senyal indexifrable i desactivant la potència de totes les naus per les quals passa. A mesura que orbita al voltant de la Terra, el seu senyal desactiva la xarxa elèctrica global i genera tempestes planetàries, creant una coberta de núvols catastròfica que bloqueja el sol. El comandament de la Flota Estel·lar envia una senyal de socors planetària i adverteix a tots les naus que viatgen a l'espai que no s'apropin a la Terra.
Al planeta Vulcà, els antics oficials del difunt USS Enterprise viuen a l'exili. Acompanyats pel vulcanià Spock, encara recuperant-se de la seva resurrecció, la tripulació pren la seva au de presa klíngon capturada i torna a la Terra per afrontar el judici per les seves accions. En rebre l'avís de la Flota Estel·lar, Spock determina que el senyal de la sonda coincideix amb el cant de la balena geperuda extinta i que l'objecte continuarà causant estralls fins que es respongui la seva senyal. La tripulació utilitza la seva nau per viatjar enrere en el temps mitjançant una maniobra de tirador al voltant del Sol, planejant tornar amb una balena per respondre al senyal alienígena.
En arribar l'any 1986, la tripulació descobreix que la força de la seva es va esgotar per la maniobra de viatge en el temps. Amagant el vaixell al Golden Gate Park de San Francisco fent servir el seu dispositiu de camuflatge, la tripulació es divideix per realitzar diverses tasques: l'almirall James T. Kirk i Spock intenten localitzar balenes geperudes, mentre que Montgomery Scott, Leonard McCoy, i Sulu necessiten construir un tanc per tornar al segle XXIII. Uhura i Pavel Chekov tenen l'encàrrec de trobar un reactor nuclear, la fuita d'energia del qual es pot recollir i utilitzar per regenerar els cristalls de diliti en descomposició.
Kirk i Spock descobreixen un parell de balenes geperudes a càrrec de la doctora Gillian Taylor en un aquari de Sausalito i s'assabenten que aviat seran alliberades a la natura. Kirk li explica la seva missió i li demana la freqüència de seguiment de les balenes, però ella es nega a cooperar. Mentrestant, Scott i McCoy intercanvien la fórmula de l'alumini transparent pels materials necessaris per al tanc de balenes. Al mateix temps, Sulu assegura l'ús d'un helicòpter "Huey" per transportar-los. Uhura i Chekov localitzen un vaixell de propulsió nuclear, el portaavions Enterprise. Recupen la força que necessiten però els descobreixen a bord. Uhura és expulsada, però Chekov és capturat, interrogat (sota el supòsit que és un espia soviètic) i, posteriorment, greument ferit en un intent de fugida.
Gillian s'assabenta que les balenes seran alliberades aviat i va a Kirk per demanar ajuda. Gillian, Kirk i McCoy rescaten Chekov d'un hospital proper i tornen a l'au de presa, ara carregada. Després de salvar les balenes dels baleners i transportar-les a bord, la tripulació torna amb Gillian al seu moment. En apropar-se a la Terra, la nau perd energia a causa de la sonda alienígena i s'estavella a les aigües de la badia de San Francisco. Un cop alliberades de gairebé ofegar-se, les balenes responen al senyal de la sonda, fent que l'objecte inverteixi els seus efectes a la Terra i torni a les profunditats de l'espai.
Més tard, la tripulació de l' Enterprise és jutjada davant el Consell de la Federació. El Consell reconeix la participació de la tripulació en la salvació del planeta i abandona tots els càrrecs, excepte un contra Kirk per desobeir a un oficial superior. Kirk és degradat al rang de capità, però com a recompensa furtiva per la seva heroicitat, torna al comandament d'una nau estel·lar. Kirk i Gillian se separen, ja que la Flota l'ha assignada a una nau científica, mentre que el pare de Spock, Sarek, finalment accepta l'elecció anterior del seu fill per entrar a la Flota. La tripulació descobreix que han rebut el recentment batejat USS Enterprise (NCC-1701-A) i marxa en una missió de creuer de prova.
La pel·lícula se situa l'any 2286.

## Repartiment
- William Shatner interpreta l'almirall James T. Kirk, antic capità de l' Enterprise. Shatner no estava disposat a repetir el paper de Kirk fins que va rebre un sou de 2 milions de dòlars i la promesa de dirigir la propera pel·lícula.[3] Shatner va descriure la qualitat còmica de Missió salvar la terra com un "que toca la ironia, però no ho és; és com si els personatges de l'obra tinguessin molta alegria per ells mateixos, una alegria de viure [i] ho interpretes amb la realitat que tindries en un drama d'aigüera escrit per a la vida d'avui".[4]:83
- Leonard Nimoy interpreta Spock, que va ser ressuscitat pels efectes del planeta Genesis i va tenir el seu "esperit vivent" restaurat al seu cos a la pel·lícula anterior. DeForest Kelley interpreta el doctor Leonard McCoy, a qui li donen moltes de les línies còmiques de la pel·lícula; el biògraf de Kelley, Terry Lee Rioux, va escriure que a la pel·lícula "Semblava que un home recte s'estava interpretant a si mateix". A la Terra, McCoy va ser emparellat amb l'enginyer Montgomery Scott (James Doohan), ja que el productor Harve Bennett va considerar que Kelley funcionava bé amb el "vell còmic de vodevil" de Doohan.[5]:265 Els altres membres de la tripulació Enterprise inclouen George Takei com a timoner Hikaru Sulu, Walter Koenig com a comandant Pavel Chekov i Nichelle Nichols com a Uhura. Koenig va comentar que Chekov va ser una "delícia" interpretar en aquesta pel·lícula perquè treballava millor en situacions còmiques..[4]
- Catherine Hicks interpreta a la doctora Gillian Taylor, una cetòloga a la Terra del segle xx. Durant la producció, va circular un rumor que la part havia estat creada després que Shatner demanés un interès amorós, un aspecte habitual de la sèrie de televisió que estava absent de les tres primeres pel·lícules. L'escriptor Nicholas Meyer ho va negar, dient que la inspiració per a Taylor venia d'un biòleg que apareixia en un documental de la National Geographic sobre balenes.[6]:37 Nimoy va triar Hicks després de convidar-la a dinar amb Shatner i de presenciar una química entre tots dos.[7] El paper va ser escrit originalment per a Eddie Murphy com a astrofísic a Berkeley.[8]

Majel Barrett torna a fer de Christine Chapel, la directora dels serveis mèdics del Comandament de la Flota Estelar. Moltes de les seves escenes, algunes segons sembla molt grans, es van ometre en el tall final, enfadant l'actriu. El seu darrer paper a la pel·lícula consisteix en una línia de diàleg i un pla de reacció.:4 Mark Lenard i Jane Wyatt interpreten els pares de Spock, l'ambaixador Sarek i Amanda Grayson, respectivament, tots dos van repetir els papers que havien interpretat anteriorment a l'episodi de 1967 "Viatge a Babel". Wyatt va comentar que, tot i que generalment no li agradava treballar amb actors que estaven dirigint, va trobar que Nimoy era una excepció perquè podia concentrar-se a formar part del repartiment així com formar part de la tripulació. Robin Curtis torna a fer el paper de Saavik, un tinent de la Flota Estel·lar. El paper de Saavik és mínim a la pel·lícula; originàriament, tenia la intenció de quedar-se enrere a Vulcà perquè estava embarassada després d'haver-se aparellat amb el jove Spock a Star Trek III: A la recerca de Spock. Al tall final de la pel·lícula, es van eliminar totes les referències a la seva condició.:4
La pel·lícula conté diversos cameos i papers més petits. Alex Henteloff interpreta el Dr. Nichols, director de planta de Plexicorp. Madge Sinclair fa una aparició sense acreditar com a capità de l'USS Saratoga (la primera dona capità de la nau estelar de la Federació que apareix a Star Trek). La músic Jane Wiedlin i el jugador de tennis Vijay Amritraj apareixen com a oficials de la Flota Estel·lar que es veuen breument a les pantalles de vídeo del Comandament de la Flota Estelar. John Schuck apareix com a ambaixador klíngon, Robert Ellenstein com a President de la Federació, Michael Berryman com a oficial d'enllaç alienígena al Comandament de la Flota Estel·lar i Brock Peters com a Almirall de la Flota Cartwright. Grace Lee Whitney torna a fer el seu paper de Janice Rand de la sèrie de televisió original.

## Doblatge al català
La pel·lícula va ser doblada al català quan fou emesa per TV3 el 6 de maig del 2004. Els actors de doblatge foren:
| Personatge                | Actor/actriu      | Veu en català      |
| ------------------------- | ----------------- | ------------------ |
| James T. Kirk             | William Shatner   | Santi Lorenz       |
| Spock                     | Leonard Nimoy     | Ramon Puig         |
| Leonard McCoy             | DeForest Kelley   | Pep Torrenys       |
| Montgomery Scott 'Scotty' | James Doohan      | Jordi Vilaseca     |
| Nyota Uhura               | Nichelle Nichols  | Teresa Manresa     |
| Hikaru Sulu               | George Takei      | Francesc Figuerola |
| Pavel Chekov              | Walter Koenig     | Pep Ribas          |
| Dra. Gillian Taylor       | Catherine Hicks   | Alicia Laorden     |
| Amanda                    | Jane Wyatt        | Roser Cavallé      |
| President de la Federació | Robert Ellenstein | Pepe Antequera     |
| Ambaixador klíngon        | John Schuck       | Claudi Garcia      |
| Sarek                     | Mark Lenard       | Josep Maria Ullod  |
| Almirall Cartwright       | Brock Peters      | Eduard Itchard     |
| Dr. Nichols               | Alex Henteloff    | Antoni Forteza     |
| Tinent Saavik             | Robin Cutis       | Meritxell Ané      |

## Producció

### Desenvolupament
Abans de l'estrena de A la recerca de Spock, se li va demanar al seu director Leonard Nimoy que tornés per dirigir la següent pel·lícula de la franquícia. Mentre que Nimoy havia tingut certes limitacions en el rodatge de la pel·lícula anterior, Paramount va donar al director una major llibertat per a la seqüela. "[Paramount] va dir rotundament que volien la meva visió", va recordar Nimoy.:43 En contrast amb els esdeveniments dramàtics i operístics de les tres pel·lícules anteriors de Star Trek, Nimoy i el productor Harve Bennett volien una pel·lícula més clara que no tinguessin un dolent clar. Com que William Shatner no estava disposat a tornar, Nimoy i Bennett van passar vuit mesos considerant un concepte de preqüela de Ralph Winter sobre els personatges de l'Acadèmia de la Flota Estel·lar, abans que Shatner rebé un augment salarial i signés per fer de protagonista. Nimoy i Shatner van rebre cadascun 2,5 milions de dòlars per la pel·lícula, menys que les seves demandes originals, però l'augment dels sous del repartiment de la pel·lícula va fer que Paramount creés una nova sèrie de televisió, Star Trek: La nova generació (1987), amb actors menys cars i menys coneguts.
Malgrat els dubtes de Shatner, Nimoy i Bennett van seleccionar una història de viatge en el temps en què la tripulació de l' Enterprise es troba amb un problema que només es podria solucionar amb alguna cosa que només està disponible en l'actualitat (el passat dels personatges de Star Trek). Van considerar idees sobre els fabricants de violins i perforadors de petroli, o una malaltia que tenia la seva cura a la selva tropical destruïda. "Però la representació de milers de persones malaltes i moribundes semblava bastant espantosa per a la nostra pel·lícula alegre, i la idea que la nostra tripulació fes un viatge d'anada i tornada de 600 anys només per portar un peix menja cargols no era tan emocionant", va explicar Nimoy. El director va llegir un llibre sobre animals extints i va concebre la història que finalment es va adoptar. Nimoy va esdevenir la idea de les balenes geperudes després de parlar amb un amic: la seva cançó va afegir misteri a la història i la seva mida va afegir reptes logístics que els herois haurien de superar.
Nimoy es va acostar a l'escriptor de Beverly Hills Cop Daniel Petrie Jr. per escriure el guió quan va sorgir un concepte que el productor executiu Jeffrey Katzenberg va descriure com "la millor o la pitjor idea del món": el fan de Star Trek Eddie Murphy volia un paper protagonista. Nimoy i Murphy van reconèixer que la seva part atrauria a la franquícia a no fans de Star Trek després de la creixent popularitat de Murphy, però també va significar que la pel·lícula podria ser ridiculitzada. Steve Meerson i Peter Krikes van ser contractats per escriure un guió amb Murphy com a professor universitari que creu en els extraterrestres i li agrada tocar cançons de balenes. A Murphy no li va agradar el paper, i va escollir fer The Golden Child. Paramount també era contrari a la idea de combinar dues de les seves franquícies més fortes de l'època, tement que un fracàs pogués danyar-les a ambdues. El personatge destinat a Murphy es va combinar amb els d'una biòloga marina i una periodista per convertir-se en Gillian Taylor.
Paramount estava insatisfeta amb el guió, així que el seu cap de producció Dawn Steel va demanar a Nicholas Meyer, l'escriptor i director de Star Trek 2: La còlera del Khan, que l'ajudés a reescriure'l. Meyer mai va llegir el guió anterior, i va raonar que era inútil fer-ho, ja que el contingut no tenia cap atractiu per a l'estudi. Ell i Bennett es van dividir la tasca de concebre la trama entre ells. Bennett va escriure el primer quart de la història, fins al punt que la tripulació es remunta en el temps. Meyer va escriure la part central de la història, que va tenir lloc a la Terra del segle xx, i Bennett es va ocupar del final.:36 Després de 12 dies d'escriure, Meyer i Bennett van combinar les seves parts separades. En aquesta versió, Gillian Taylor es queda a la Terra de 1986 i es compromet a garantir la supervivència de la balena geperuda malgrat la paradoxa que podria crear. Meyer preferia aquest "final més correcte":37 al de la versió cinematogràfica, explicant que "el final de la pel·lícula resta importància a que la gent del present assumeixi la responsabilitat de l'ecologia i previngui els problemes del futur fent alguna cosa avui, en lloc d'atendre els desitjos de fantasia de poder ser transportat en el temps a un futur proper utòpic". Meyer i Bennett van retallar la idea de Krikes i Meerson de fer aparèixer l'au de presa klíngon durant l'espectacle de mig temps del Super Bowl i la pista que Saavik es va quedar a Vulcà perquè estava embarassada del fill de Spock. Els dos primers van ser acreditats originalment amb el guió, però després que Krikes i Meerson demanessin arbitratge al Sindicat de Guionistes dels Estats Units també se'ls va concedir el crèdit, una decisió que va amargar Meyer durant anys, ja que va considerar que si algú es mereixia el co-crèdit amb ell era només Bennett.:357–58
Nimoy va dir que Meyer va donar al guió "el tipus d'humor i comentari social, l'actitud de xínxol que tant desitjava".Va afegir que la seva visió era "no morir, no lluitar, ni disparar, ni torpedes de fotons, ni explosions de faser, ni un dolent estereotipat. Volia que la gent s'ho passessin molt bé veient aquesta pel·lícula [i] si en algun lloc de la barreja els hi posem un parell de grans idees, bé, això seria encara millor.":233 Una de les primeres pel·lícules de Meyer, Els passatgers del temps, es va basar principalment a San Francisco. Quan els productors li van dir que Missió salvar la Terra s'havia d'ambientar a la mateixa ciutat, va aprofitar per comentar aspectes culturals no coberts per la seva pel·lícula anterior, com ara el punk rock—l'escena on Kirk i Spock es troben amb un molest punk rocker es va basar en una escena similar de Els passatgers del temps.:37
Meyer va trobar que escriure el guió era un procés senzill. Escriuria unes quantes pàgines, les ensenyaria a Nimoy i Bennett perquè la consultessin i tornava al seu despatx per escriure'n més. Una vegada que Nimoy, Bennett i Meyer estaven contents, van mostrar el guió a Shatner, que va oferir les seves pròpies notes per a una altra ronda de reescriptures.:38 El guió completat es va mostrar als executius de Paramount, que quedaren molt satisfets.

### Disseny
Industrial Light & Magic (ILM) va ser responsable del disseny del model i dels efectes òptics de Missió salvar la Terra.:46 La sonda alienígena era responsabilitat de la botiga de models d'ILM, que va aportar ajuda externa com l'il·lustrador Ralph McQuarrie per a l'art conceptual. Els modelistes van començar amb el disseny bàsic del director d'art Nilo Rodis, un cilindre senzill amb qualitats semblants a les balenes. El prototip estava cobert de barnacles i acolorit. L'antena en forma de bola que surt de la part inferior de la sonda es va crear a partir d'un tros de canonada de reg; maquinària interna girava el dispositiu. Es van crear tres mides de la "sonda balena"; el model de sonda principal de 2,4 metres es va complementar amb un model més petit per a plans amples i un model gran de 6,1 metres que utilitzava la perspectiva forçada per donar a la sonda la il·lusió de dimensions massives.:4
L'equip d'efectes es va centrar a utilitzar trucs a la càmera per realitzar la sonda; els efectes de postproducció van consumir molt de temps, de manera que els efectes d'il·luminació es van fer a l'escenari mentre es filmava. El supervisor de la botiga de maquetes, Jeff Mann, va omplir l'antena de la sonda amb làmpades de tub i bombetes halògenes que es van encendre en seqüència per a diferents exposicions; es van combinar tres passades de càmera diferents per a cada exposició per a l'efecte final. Després de veure el primer tret, l'equip va trobar que el disseny original de la sonda semblant a una balena mancava d'amenaça. Els modelistes van tornar a pintar la sonda d'un negre brillant, van marcar la seva superfície per obtenir més textura i interès i van tornar a fotografiar l'escena. Tot i que volien evitar el treball d'efectes de postproducció, l'equip d'òptica va haver de recolorir la bola de l'antena amb un to blau, ja que el taronja original s'assemblava massa a una pilota de bàsquet que girava.:5–6
A part de la sonda, Missió salvar la Terra no requeria de nous dissenys de naus estel·lars. L'USS Saratoga, la primera nau estelar de la Federació desactivada per la sonda, va ser el model USS Reliant de La còlera del Khan. El model Au de Presa d' A la recerca de Spock es va reutilitzar, però ILM va crear versions addicionals robustes per a les seqüències d'acció de Missió salvar la Terra. L'interior de l'Au de Presa estava representat per un conjunt diferent de A la recerca de Spock, però els dissenyadors s'asseguraven d'adherir-se a una estètica arquitectònica nítida i aliena. Per donar-li un aspecte més fumat i atmosfèric, els dissenyadors van equipar les llums de la pantalla i la instrumentació perquè fossin prou brillants per poder il·luminar els personatges, en lloc de dependre de la il·luminació ambiental o manipulada.:5–6 Tot i que Paramount havia ordenat a ILM que descartés el gran model de port espacial creat per A la recerca de Spock, l'equip no havia volgut descartar el complicat model i els seus quilòmetres d'il·luminació de fibra òptica. Quan Missió salvar la Terra va demanar el retorn del port espacial, ILM només va haver de tornar a muntar el model des de l'emmagatzematge.:10.:10
Robert Fletcher va servir com a dissenyador de vestuari per a la pel·lícula. Durant les escenes basades en la Terra, Kirk i la seva tripulació continuen portant la seva roba del segle XXIII. Nimoy va debatre si la tripulació s'havia de canviar de disfressa, però després de veure com es vesteix la gent de San Francisco, va decidir que encara hi encaixarien.

### Rodatge
Nimoy va escollir Donald Peterman, ASC, com a director de fotografia.:45 Nimoy va dir que considerava el director de fotografia com un altre artista, i que era important per a ells estar d'acord en "que Peterman es comprometia a donar un cert aspecte". Nimoy havia vist l'obra de Peterman i pensava que era més matisada que simplement il·luminar una escena i capturar una imatge.:46
Les primeres escenes de la pel·lícula a bord de la nau espacial Saratoga van ser les primeres que es van rodar; la fotografia principal va començar el 24 de febrer de 1986. El conjunt era una reparació del pont científic Grissom d' A la recerca de Spock, al seu torn una reparació del pont Enterprise creat per a La pel·lícula. Les escenes es van filmar primer per donar temps perquè el plató es renova com a pont de la nova Enterprise-A al final del rodatge.
Igual que amb les pel·lícules anteriors de Star Trek, els accessoris i el metratge existents es van reutilitzar sempre que era possible per estalviar diners, tot i que Missió salvar la Terra en va requerir menys que les pel·lícules anteriors. Els interiors del port espacial de la Terra i els conjunts de cabines de control es van reutilitzar de A la recerca de Spock, tot i que els monitors d'ordinador d'aquestes escenes presentaven nous gràfics: els antics rodets s'havien deteriorat en l'emmagatzematge. Es van reutilitzar imatges d'emmagatzematge de la destrucció de l'Enterprise i el moviment de l'Au dePresa per l'espai. Si bé el pont de l'Au de Presa era un disseny completament nou, també es van rectificar altres parts de l'interior de l'embarcació; La sala d'informàtica era una modificació de la sala del reactor on Spock va morir a La còlera del Khan. Després de completar totes les altres escenes del pont de l'Au de Presa, tot el conjunt es va pintar de blanc per a un pla que va passar a una seqüència de somnis durant el viatge en el temps.
Missió salvar la Terra va ser la primera pel·lícula de Star Trek que es va rodar àmpliament en exteriors; només es va dedicar un dia a fer-ho a A la recerca de Spock. Gran part de la producció es va rodar durant deu dies al voltant de San Francisco. La producció volia filmar escenes que fossin fàcilment identificables com la ciutat. L'ús d'un rodatge extensiu d'ubicacions va causar problemes logístics, com ara una escena en la que Kirk gairebé és atropellat per un taxista furiós que requeria entre 12 i 15 cotxes per reposicionar la meitat d'hora per tornar a disparar. Altres escenes es van rodar a la ciutat, però van utilitzar escenaris en lloc de llocs reals, com ara un restaurant italià on mengen Taylor i Kirk. A la pel·lícula, l'Au de Presa aterra encobert al Golden Gate Park, sorprenent als escombraries que fugen de l'escena amb el seu camió. La producció havia planejat rodar al parc real, on havien filmat escenes de La còlera del Khan, però les fortes pluges abans del dia del rodatge ho van impedir: el camió d'escombraries s'hauria empantanat al fang. En el seu lloc, es va utilitzar Will Rogers Park a l'oest de Los Angeles.
Quan Kirk i Spock viatgen en un autobús públic, es troben amb un punk fent sonar la seva música en un boom box, per incomoditat de tots els que l'envolten. Spock es pren la justícia per la seva mà i fa un pessic vulcanià. Part de la inspiració per a l'escena va venir de les experiències personals de Nimoy amb un personatge semblant als carrers de Nova York: "[Em va sorprendre] l'arrogància, l'agressivitat que tenia, i vaig pensar que si fos Spock li pessigaria el cervell!" En conèixer l'escena, Kirk Thatcher, un productor associat de la pel·lícula, va convèncer Nimoy perquè el deixés fer el paper; Thatcher es va afaitar els cabells estil mohawk i va comprar roba per completar el paper. Acreditat com a "punk a l'autobús", Thatcher (juntament amb el dissenyador de so Mark Mangini) també va escriure i gravar "I Hate You", la cançó a l'escenari, i va ser idea seva idea que el punk  quedés inconscient pel pessic, toqués l'equip de música i l'apagués amb la seva cara.

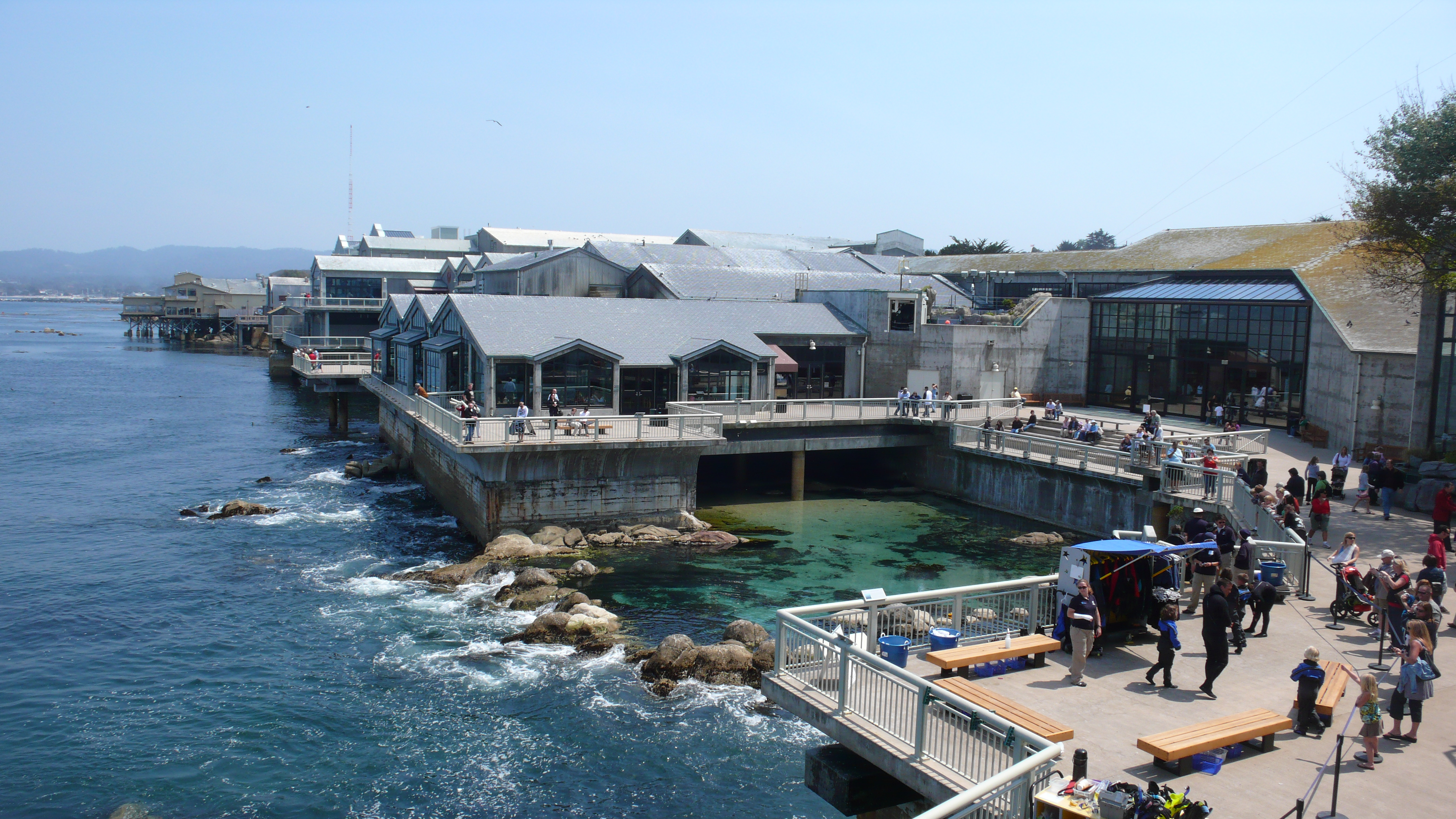
L'aquari de la badia de Monterey Bay Aquarium, vist des del darrere. La zona poc profunda darrere de les roques es va convertir en un tanc de balenes mitjançant efectes especials; Altres canvis inclouen l'addició de l'horitzó de San Francisco al fons.

Gran part del Cetacean Institute, el lloc de treball de Taylor, es va crear utilitzant el Monterey Bay Aquarium de la vida real. Es va afegir un dipòsit per a les balenes mitjançant efectes especials a l'exterior de l'aquari. Per a primers plans dels personatges mentre observaven les balenes al tanc, es van mesurar les parets i les baranes de l'aquari i es van reproduir per a un conjunt a l'aparcament de Paramount. Una escena té lloc a través d'un gran vidre a través del qual els observadors veuen les balenes —i la iniciació de Spock d'una fusió mental— sota l'aigua. Les imatges dels actors rodades davant d'ells mentre reaccionaven davant d'una paret de maó a l'Aquari es van combinar amb les preses des del darrere mentre estaven davant d'una gran pantalla blava a ILM per produir aquesta escena. Les imatges de la fusió de Spock amb les balenes es van rodar setmanes més tard en un gran dipòsit d'aigua utilitzat per entrenar els astronautes per a la ingravidesa.
A la pel·lícula, Uhura i Chekov visiten el portaavions USS Enterprise. L' Enterprise real, al mar en aquell moment, no estava disponible per al rodatge, per la qual cosa es va utilitzar el transportador no nuclear USS Ranger (CV-61).:137 L'Aeroport Internacional d'Oakland es va utilitzar per a l'element en primer pla de la seu de la Flota Estel·lar. Les escenes de la Badia de San Francisco es van rodar en un tanc al fons de Paramount..:240–1
L'escena en què Uhura i Chekov pregunten als transeünts sobre la ubicació dels vaixells nuclears es va filmar amb una càmera oculta. Tanmateix, les persones amb qui parlen Koenig i Nichols eren extres contractats al carrer per al rodatge d'aquell dia i, malgrat les llegendes que diuen el contrari, sabien que estaven filmant. En una entrevista a StarTrek.com, Layla Sarakalo, l'extra que va dir: "No sé si sé la resposta a això... Crec que està a l'altra banda de la badia, a Alameda", va declarar que després que el seu cotxe fos confiscat perquè va perdre les advertències per traslladar-lo per al rodatge, es va acostar a l'ajudant de direcció per aparèixer amb els altres extres, amb l'esperança de rebre el pagament suficient per treure el seu cotxe del dipòsit. Li havien dit que actués amb naturalitat, així que els va respondre i els cineastes van mantenir la seva resposta a la pel·lícula, tot i que va haver de ser incorporada al Sindicat d'Actors de Cinema per tal que es mantingués les seves línies.

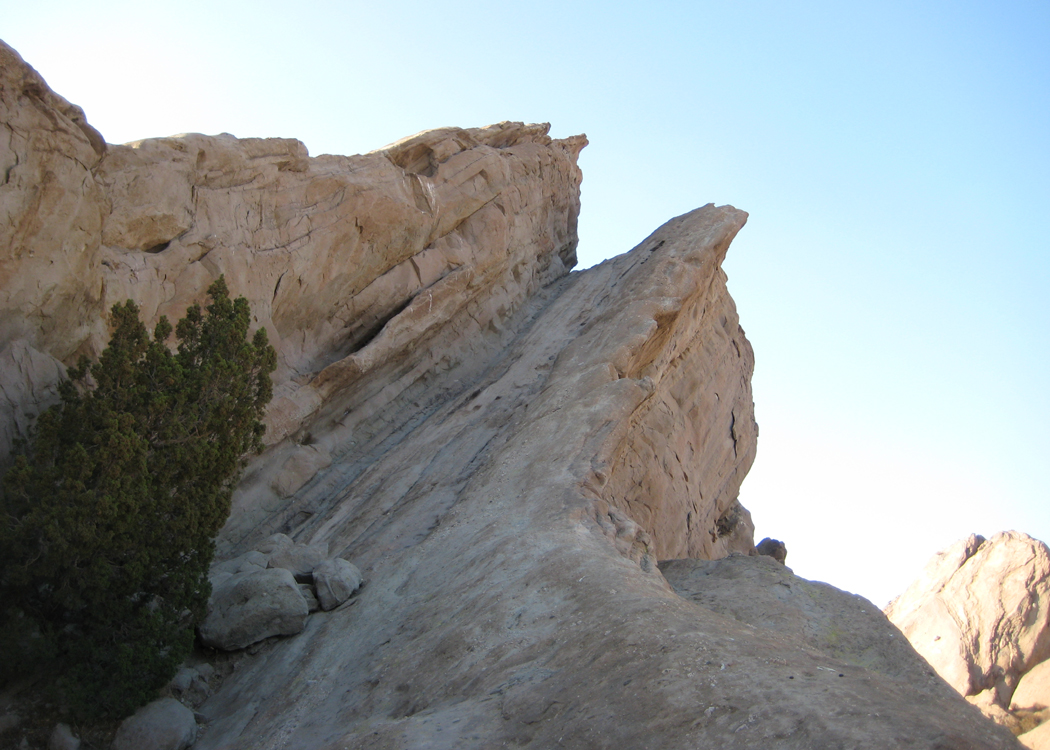
Vasquez Rocks es va utilitzar com a substitut del món alienígena de Vulcà. També havien aparegut a TOS i molts altres programes de televisió i pel·lícules.

Vulcà els exteriors de l'Au de Presa es va crear amb una combinació de pintures mate i un escenari sonor. Nimoy havia buscat un lloc adequat per a l'escena dels preparatius de la tripulació de l' "Enterprise" per tornar a la Terra, però diverses ubicacions no van funcionar, de manera que l'escena es va filmar en un backlot de Paramount. La producció va haver d'emmascarar el fet que els edificis de producció estaven a 9,1 metres de distància. A Vasquez Rocks, un parc al nord de Los Angeles, es va filmar una fotografia gran angular de Spock a la vora d'un penya-segat amb vistes a l'escena. La cambra del consell de la Federació era un gran plató ple de representants de moltes races alienígenes. El dissenyador de producció Jack T. Collis va economitzar construint el conjunt amb només un extrem; els trets d'angle invers utilitzaven el mateix tros de paret. Les posicions del podi del President de la Federació i els actors dels seients es van canviar per a cada pla. Com que "Missió salvar la terra" va ser la primera pel·lícula de "Star Trek" que va mostrar les operacions del Comandament de la Flota Estel·lar, Bennett i Nimoy van visitar el Jet Propulsion Laboratory de la NASA per conèixer com podria semblar i funcionar un centre de comandament de l'espai profund real. Entre les característiques del conjunt resultant hi havia un gran escriptori central amb monitors de vídeo que l'equip de producció va batejar com "la taula de billar"; més tard, l'accessori es va convertir en un component de la sala de màquines de l'USS Enterprise-D a la sèrie de televisió Star Trek: La nova generació.

### Efectes
Nimoy es va apropar a ILM al principi del desenvolupament i va ajudar a crear guions per a les seqüències d'efectes òptics.:46 Molts plans utilitzaven pintures matte per ampliar fons i crear plans d'establiment sense el cost de construir un decorat. El supervisor de matte, Chris Evans, va intentar crear pintures que se sentissin menys artificioses i més reals, mentre que l'instint natural de la realització de cinema és col·locar elements importants d'una manera ordenada, Evans va dir que els fotògrafs "fotografiarien coses que […] són estranyes d'alguna manera" i acaben amb resultats que semblen naturals. La tasca d'establir la ubicació i l'atmosfera a la seu de la Flota Estel·lar va recaure en el departament de matte, que havia de fer-ho sentir com una versió futurista bulliciosa de San Francisco. El personal de matte i Ralph McQuarrie van aportar aportacions de disseny. Els dissenyadors van decidir fer més destacats els actors en primer pla i els van filmar en una gran àrea de pista de formigó llisa a l'aeroport d'Oakland. Elements com una llançadora amb la que semblaven interactuar trenta extres també eren mattes barrejades per semblar com si estiguessin asseguts al costat dels actors. Finalment, els artistes no van quedar satisfets amb com va resultar el pla; el supervisor de fotografia matte Craig Barron creia que hi havia massa elements a l'escena.:9
Les escenes de lAul de Presa a Vulcà eren combinacions d'imatges reals (actors en un plató de l'aparcament de Paramount que estava cobert d'argila i telons de fons usats) i pintures matte per la nau en si i un terreny dur de fons. L'escena de la sortida de la nau de Vulcà cap a la Terra va ser més difícil d'aconseguir, perquè la càmera es mou darrere dels personatges d'imatge real per seguir la nau mentre surt de l'atmosfera, i altres elements com pilars en flames i un sol flamejant s'havien d'integrar a la fotografia. En lloc d'intentar combinar i barrejar les panoràmiques de cada element, cada component es va rodar amb una càmera estàtica i la panoràmica es va afegir al compost resultant mitjançant una càmera de control de moviment. El sol (una bombeta enfocada per una lent convexa) es va rodar en diferents passades per crear efectes de llum realistes a l'Au de Presa sense que la llum sagni al voltant d'altres elements de la presa.:5–9
El guió demanava que la sonda vaporitzés els oceans de la Terra, generant una gran cobertura de núvols. Mentre que el director de fotografia d'efectes Don Dow volia anar al mar i gravar plomes d'aigua creades per l'explosió de cordes detonants a l'aigua, l'equip va decidir crear l'efecte climàtic de la sonda d'una altra manera després que una agència governamental de pesca expressés la seva preocupació pel benestar de la vida marina a la zona. L'equip va utilitzar una combinació d'efectes de bicarbonat de sodi i tanc de núvols. La boira remolinada creada pel dipòsit ple d'aigua es va rodar sobre vellut negre i es van afegir color i remolins dinàmics injectant pintura al dipòsit. Aquestes fotografies es van compondre en una pintura de la Terra juntament amb efectes de llamps superposats, creats per llums de doble exposició mentre es desplaçaven per la pantalla.:10
El viatge en el temps de l'au de presa va ser una de les seqüències d'efectes més difícils de la pel·lícula. Tot i que ILM tenia experiència en la creació de l'efecte de curvatura que utilitzaven per a pel·lícules anteriors, la seqüència requeria que la càmera seguís un efecte de curvatura sostingut mentre l'au de presa dovava la volta al sol. La concordança de l'efecte amb el model es va aconseguir mitjançant conjectures d'assaig i error. L'equip no va tenir temps d'esperar que el departament d'animació creés el sol per a aquesta presa. L'assistent de càmera Pete Kozachic va idear una manera de crear el sol a l'escenari. Va col·locar dues làmines de plexiglàs amb textura l'una al costat de l'altra i les va il·luminar amb una potent llum groga. La plataforma es va girar sobre una pista circular i la làmina de davant va crear un patró de moaré a mesura que la seva posició canviava. L'animador John Knoll va afegir efectes de flama solar per completar l'aspecte; Dow va recordar que l'efecte es va aproximar a la imatge del sol feta pel Jet Propulsion Laboratory.:13–4
Viatjant en el temps, Kirk i la tripulació experimenten el que l'autora Jody Duncan Shay va anomenar un "estat oníric". L'única direcció del guió per a l'efecte va ser: "Ara [ells] passen pel temps"; Nimoy i McQuarrie van imaginar el somni de Kirk com un muntatge d'imatges estranyes. Els cineastes van decidir des del principi que la part de la seqüència de somnis utilitzaria animació generada per ordinador per donar-li una qualitat irreal divorciada de la resta de la pel·lícula. ILM va treballar a partir dels guions de McQuarrie i va crear una maqueta aproximada o animàtica per mostrar a Nimoy i perfeccionar la direcció de la seqüència.:240:14 Per al principi del somni, l'interior del pont de l'au de presa estava pintat d'un blanc pur. Part de la seqüència final va implicar transformar els caps de la tripulació de l' Enterprise en altres, ILM va digitalitzar els caps dels membres del repartiment mitjançant una tecnologia d'escaneig en 3D desenvolupada per Cyberware i utilitzant les dades resultants per als models informàtics.:14 Com que cada model de cap tenia el mateix nombre de punts clau de referència, transformar un personatge en un altre era senzill, però més difícil, van recordar els animadors, era assegurar-se que la transformació semblava "agradable" i no "grotesca". Els trenta segons de metratge resultants van trigar setmanes a representar-se, i el departament va utilitzar tots els ordinadors de recanvi que podien trobar per ajudar-los en les tasques de processament. Els departaments d'escenari, òptica i matte d'ILM van col·laborar per completar altres plans per a la seqüència de somnis. El pla de la caiguda d'un home a la Terra es va crear filmant un petit titella a la pantalla blava. Els trets de nitrogen líquid compost darrere del titella donaven la impressió de fum. La placa de fons del planeta era un gran matte que permetia que la càmera s'apropés molt. La presa final del terreny pantanós va ser pràctica i no va requerir cap efecte.:15–7
Els cineastes sabien des del principi de la producció que les balenes eren la seva major preocupació pels efectes; Dow va recordar que estaven disposats a canviar a un altre animal en cas que la creació de les balenes fos massa difícil. Quan Humphrey la balena va vagar per la badia de San Francisco, Dow i el seu equip de càmeres van intentar recollir imatges utilitzables de la geperuda, però no ho van fer.:18 Altres imatges de balenes geperudes reals no existien en pel·lícula de 35 mm o haurien estat difícils de fer coincidir amb accions específiques requerides pel guió. La composició de miniatures rodades contra una pantalla blava sobre fons d'aigua no hauria proporcionat un joc de llum realista. La creació de balenes mecàniques de mida completa a les pistes limitaria severament els tipus d'angles i plans. Per resoldre el problema de les balenes, Rodis va contractar l'expert en robòtica Walt Conti. Tot i que Conti no tenia experiència en cinema, Rodis creia que els seus antecedents en enginyeria i disseny el feien estar ben equipat per a la solució planificada de Rodis: la creació de models de balenes en miniatura independents i autònoms.:19
Després de veure imatges del moviment de la balena, Conti va determinar que els models es podrien simplificar fent que la part davantera de la balena fos totalment rígida, confiant en la cua i les aletes per al moviment. Conti va mostrar imatges de l'operació d'un prototip de 76 cms als executius de Paramount, que segons Conti, "els va encantar... Realment els va noquejar". Amb l'aprovació de Paramount, ILM va contractar l'autor marí, conservacionista i il·lustrador Pieter Folkens per esculpir un exterior realista de balena.:19 ILM va decidir una mida de model acabat d'1,2 metres (la mida evitava que components delicats com la cua s'enfonsessin sota l'estrès) i el va equipar amb la mecànica i els equips de ràdio necessaris per al control i el funcionament. Per evitar que l'aigua arruïnés l'electrònica de la balena, els modelistes van segellar cada component mecànic individual en lloc d'intentar impermeabilitzar tota la balena. Es van afegir globus i pesos de plom per aconseguir l'equilibri i la flotabilitat adequats. Els models acabats es van posar a la piscina del Serra High School a San Mateo, Califòrnia, durant dues setmanes de rodatge; el funcionament de les balenes va requerir quatre manipuladors i bussejadors amb càmeres de vídeo per ajudar a configurar els trets. Controlar amb precisió les balenes era difícil a causa de l'aigua tèrbola: ILM va afegir diatomita a l'aigua per igualar la visibilitat realista de l'oceà.:21–22 Per a unes quantes fotografies, com ara les balenes trencant l'aigua cap al final de la pel·lícula, les criatures van ser representades per animatrònics a mida real rodades a Paramount.:233
Els models de la nau estel·lar USS Enterprise van ser destruïts a la pel·lícula anterior, en part perquè el supervisor d'efectes visuals Ken Ralston volia construir un "nau més d'última generació per a la següent pel·lícula", però els cineastes van prendre la decisió menys costosa que la tripulació tornés per servir a l'USS Enterprise-A duplicat, i es van dedicar sis setmanes a reparar i repintar el model antic. També es va reutilitzar una càpsula de viatge de Star Trek: La pel·lícula per al final, tot i que el conjunt interior de 6,1  metres va haver de ser reconstruït. El dissenyador gràfic Michael Okuda va dissenyar controls suaus amb pantalles retroil·luminades per a la Federació. Anomenat "Okudagrams", el sistema també es va utilitzar per a les visualitzacions de la nau klíngon, tot i que els botons eren més grans.:236–7

### So i música
James Horner, compositor de La còlera de Khan i A la recerca de Spock, es va negar a tornar per Missió salvar la Terra. Nimoy es va dirigir al seu amic Leonard Rosenman, que havia escrit la música de Viatge fantàstic, El Senyor dels Anells de Ralph Bakshi , i dues seqüeles de la pel·lícula El planeta dels simis.:119 Rosenman va escriure un arranjament del tema de televisió Star Trek d'Alexander Courage com a música del títol de Missió salvar la Terra, però Nimoy va demanar una composició original. El crític musical Jeff Bond escriu: "El resultat final va ser un dels temes de pel·lícules de Star Trek més inusuals", que consta d'un tema de sis notes i variacions amb un motiu repetitiu de quatre notes de metall; el pont del tema pren en préstec contingut de "Frodo March" de Rosenman per a "El Senyor dels Anells". S'escolta un cercle de quintes per a la segona assignatura. La melodia es reprodueix al començament de la pel·lícula sobre Vulcà i les escenes de la recerca de Taylor per Kirk per ajudar a trobar les seves balenes.:119–20
L'ambientació terrestre del rodatge va donar marge a Rosenman per escriure una varietat de música en diferents estils. Nimoy pretenia que la introducció de la tripulació als carrers de San Francisco s'acompanyés d'alguna cosa que recordés a George Gershwin, però Rosenman va canviar d'opinió al director,:131 l'escena va ser gravada amb una peça contemporània de jazz fusió de Yellowjackets. Quan Chekov fuig de la detenció a bord del portaavions, Rosenman va escriure una indicació brillant que incorpora composicions clàssiques russes. La música per a la fugida de l'hospital es feia en estil barroc. Les composicions més conegudes de Rosenman inclouen la música d'acció per a l'enfrontament entre l'au de presa i un vaixell balener en aigües obertes, i la música atmosfèrica (que recorda el treball del compositor a Viatge fantàstic) durant la comunicació de la sonda. Després que la sonda se'n va, comença una Vivaldiesca "fuga de balenes". La primera observació de l'Enterprise-A utilitza el tema Alexander Courage abans dels títols finals.:120
Mark Mangini va ser el dissenyador de so de Missió salvar la Terra. Ho va descriure com a diferent de treballar en moltes altres pel·lícules perquè Nimoy va apreciar el paper dels efectes de so i es va assegurar que fossin destacats a la pel·lícula. Atès que s'havien establert molts sons familiars a Star Trek (el dispositiu d'encobriment de l'au de presa, el feix transportador, et al.) Mangini es va centrar a fer-hi només petits canvis. Els sons més importants eren els de les balenes i la sonda. El germà de Mangini vivia a prop del biòleg Roger Payne, que tenia enregistraments de cançons de balenes. Mangini va revisar les cintes i va triar sons que es podien barrejar per suggerir conversa i llenguatge. Els crits de la sonda eren el cant de la balena en forma distorsionada. La comunicació de la geperuda amb la sonda en el clímax de la pel·lícula no contenia música dramàtica, el que significa que els sons de Mangini havien d'estar sols. Va recordar que va tenir dificultats per imaginar com es desenvoluparia l'escena, la qual cosa va portar a Bennett a fer un espectacle de titelles per explicar-ho.
Va ser per suggeriment de Bennett que els caps de l'estudi de Paramount van demanar a Nimoy que creés subtítols per a la transmissió de la sonda a l'inici de la pel·lícula i per al diàleg climàtic amb les balenes. Tant Nimoy com Meyer es van mostrar rotundament en contra de l'ús de subtítols, i finalment s'hi van imposar.
Nimoy i els altres productors estaven descontents amb els intents de Mangini de crear el soroll de funcionament de la sonda i, després de més d'una dotzena d'intents, el dissenyador de so finalment li va preguntar a Nimoy com creia que hauria de sonar la sonda. Mangini va gravar la resposta gutural "wub-wub-wub" de Nimoy, la va distorsionar amb "només el més petit apòsit" i la va utilitzar com a so final.
La música punk durant l'escena de l'autobús va ser escrita per Thatcher després d'assabentar-se que el so de l'escena seria de "Duran Duran, o qualsevol altre" i no de "brut" i punk autèntic. Thatcher va col·laborar amb Mangini i dos editors de so que estaven en bandes punk per crear la seva pròpia música. Van decidir que el punk destil·lava al sentiment de "I hate you" i van escriure una cançó centrada en el tema. La gravació a l'estudi de so com estava previst originalment va produir un so massa net, així que es van traslladar al passadís exterior i van gravar la cançó en una sola presa utilitzant micròfons barats per crear un so distorsionat. La cançó també es va utilitzar a Back to the Beach de Paramount.

## Recepció

### Estrena
Missió salvar la Terra es va estrenar als cinemes a Amèrica del Nord el cap de setmana del Dia d'acció de gràcies, el 26 de novembre de 1986. Atès que Star Trek tradicionalment havia tingut un mal rendiment internacional, els productors van crear un tràiler especial per als mercats estrangers que restava èmfasi a la part Star Trek del títol, així com tornar a explicar els esdeveniments de La còlera del Khan i A la recerca de Spock. Winter va recordar que el màrqueting no semblava fer cap diferència.:46 Missió salvar la Terra va ser la primera pel·lícula de Star Trek mostrada a la Unió Soviètica, projectada pel Fons Mundial per la Natura el 26 de juny de 1987, a Moscou per celebrar la prohibició de la caça de balenes. Assistint a la projecció amb Nimoy, Bennett es va sorprendre que la pel·lícula resultés tan entretinguda per als russos com amb el públic estatunidenc; va dir: "El moment més gratificant de la meva vida Star Trek va ser quan el públic de Moscou va aplaudir a la frase de McCoy: "La mentalitat burocràtica és l'única constant de l'univers. Aconseguirem un vaixell de càrrega". Bennett creia que era un clar "missatger del que havia de venir".
Vonda N. McIntyre va escriure una novel·lació que es va estrenar al mateix temps que la pel·lícula. Va ser la novel·la vinculada més gran publicada per Pocket Books, i va passar vuit setmanes a la llista de més venuts de The New York Times, arribant al 3r lloc. MCA Records va publicar la banda sonora de la pel·lícula el 26 de novembre de 1986.
En la seva primera setmana, Missió salvar la Terra va posar fi al regnat de vuit setmanes a la taquilla estatunidenca de Crocodile Dundee. La pel·lícula Star Trek  va guanyar 39.6 milions de dòlars en els seus primers cinc dies d'estrena, superant l'estrena d' A la recerca de Spock en 14 milions de dòlars. En última instància, la pel·lícula va recaptar un total global de 133 milions de dòlars en comparació amb el seu cost de 21 a 25 milions de dòlars. En sis setmanes, Missió salvar la Terra va vendre 81,3 milions de dòlars en entrades, més que la segona o tercera pel·lícula de la franquícia, i gairebé tant com Star Trek: La pel·lícula. La pel·lícula va ser un gran èxit comercial per a Paramount, que va estrenar cinc de les deu pel·lícules més taquilleres de l'any, i va obtenir el 22 % de tots els diners ingressats als cinemes estatunidencs. Gran part del mèrit de l'èxit de Paramount es va atribuir al president Frank Mancuso Sr., que va traslladar l'estrena de Missió salvar la Terra de Nadal a Acció de Gràcies després que les enquestes mostressin que la pel·lícula podria allunyar els espectadors de The Golden Child.

### Resposta crítica
Missió salvar la Terra va rebre crítiques majoritàriament positives—Nimoy la va anomenar la més ben rebuda de totes les pel·lícules d'Star Trek fetes en aquell moment, i va atreure el públic en general, a més dels fans de la franquícia. El públic enquestat per CinemaScore va donar a la pel·lícula una nota mitjana de "A+" en una escala de A+ a F. La pel·lícula va ser un "entreteniment nadalenc fluix, jovial i immensament plaent" per a Paul Attanasio de The Washington Post, i una crítica retrospectiva de la BBC va qualificar la pel·lícula "un dels episodis més forts de la sèrie i una prova que la franquícia podria resistir l'absència d'acció espacial i l'icònic USS Enterprise, i encara ser molt agradable". Tot i que Janet Maslin de The New York Times va admetre que l'argument de la pel·lícula era "dement", va escriure que la pel·lícula "ha fet molt per garantir la longevitat de la sèrie".:233 Rushworth Kidder de Christian Science Monitor va elogiar la pel·lícula per oferir al públic una visió de la seva vida moderna des d'una perspectiva diferent (l'efecte mooreeffoc), alhora que demostrava que una pel·lícula no necessitava tenir assassinats, violència, acusacions o fins i tot un dolent principal per a la narració dramàtica.
La comèdia del "peix fora de l'aigua" de la pel·lícula i l'actuació van ser les més elogiade. The Courier-Mail va escriure que la pel·lícula era més divertida que les seves predecessores i, tot i que no era "flipant", es va revelar un sentit de l'humor gràcies als esforços del repartiment, els guionistes i el director. David Ansen de Newsweek considera Missió salvar la Terra no sols la més alegre de la franquícia de pel·lícules, sinó la més fidel en esperit a la sèrie de televisió original. Liam Lacey va oferir una ressenya més negativa a The Globe and Mail, on va escriure que sota la direcció "entrecorada" de Nimoy hi havia una manca de temps còmic combinat amb un humor feble. La crítica de cinema estunidenca Pauline Kael va comentar: "Se suposa que els companys de tripulació són mags tècnics del segle XXIII, però presenten les seves línies com si fossin tortugues antigues que havien de treure el cap abans de poder dir res. És un alleujament escoltar parlar dos escombriaires de San Francisco, perquè hi ha una mica d'energia a les seves veus, i quan Madge Sinclair apareix durant un minut, com a capitana de la S. S. Saratoga, el seu to nítid i urgent és com un cop de mà."
Els efectes especials van ser generalment ben rebuts; els crítics de The Sydney Morning Herald i Courier Mail van assenyalar que els efectes tenien un paper menor a la pel·lícula en comparació amb els personatges i els diàlegs. De la mateixa manera, USA Today va sentir que la manca d'efectes especials va permetre al repartiment "demostrar-se com a actors més capaços que mai".:233 Maslin va escriure que la direcció tècnica de Nimoy deixava "molt que desitjar" (assenyalant una escena d'efectes especials on l'au de presa no projecta una ombra sobre el vaixell balener com un error), però la seva sinceritat "inconfusible" va compensar aquests problemes.
Missió salvar la Terra va obtenir 11 nominacions a la 14a edició dels Premis Saturn, empatant amb Aliens en la majoria de nominacions. Nimoy i Shatner van ser nominats com a millor actor pels seus papers, i Catherine Hicks fou nominada a la millor acatriu secundària. Als Premis Oscar de 1986, Missió salvar la Terra va ser nominada a Millor fotografia, so (Terry Porter, David J. Hudson, Mel Metcalfe i Gene Cantamessa), edició d'efectes de so i banda sonora.
El 2018, Popular Mechanics va classificar l'escena on Chekov parla dels 'vaixells nuclears' com el 50è moment més important de la ciència-ficció.

### Mitjans domèstics
Missió salvar la Terra es va estrenar per primera vegada en VHS casolà el 30 de setembre de 1987. Paramount Home Video es va gastar 20 milions de dòlars comercialitzant l'estrena de la pel·lícula juntament amb 10 episodis de La sèrie original. El vídeo va vendre centenars de milers de còpies als mercats dels Estats Units i el Canadà, i va estar entre els deu primers llocs de vendes i lloguer de desembre i de gener de 1988. Paramount va tornar a estrenar la pel·lícula el 12 de març de 1992, amb Atracció fatal com a part d'una "Sèrie del director", aquestes edicions amb comentaris addicionals i presentades en un format letterbox de pantalla panoràmica per preservar la cinematografia original de les pel·lícules. Nimoy va ser entrevistat als lots de la Paramount i va parlar de la seva carrera com a actor, així com de la seva opinió favorable sobre el format de pantalla panoràmica.
Un DVD "basic" de la pel·lícula va ser llançat el 9 de novembre de 1999. A part de la pel·lícula, el contingut inclou el tràiler original i la introducció del llançament en VHS "Director's Series". Tres anys i mig més tard, es va publicar una "edició de col·leccionista" de dos discos amb material suplementari i la mateixa transferència de vídeo que el llançament original del DVD. Entre altres funcions especials, conté un comentari de text de Michael Okuda i un comentari d'àudio del director Leonard Nimoy i l'estrella William Shatner.
La pel·lícula es va estrenar en Blu-ray Disc el maig de 2009 per coincidir amb la nova pel·lícula Star Trek, juntament amb les altres cinc pel·lícules que inclouen la tripulació original a Star Trek: Original Motion Picture Collection. Missió salvar la Terra va ser remasteritzat en 1080p alta definició. Cada pel·lícula del set té una banda sonora addicional, millorada a l'estàndard 7.1 Dolby TrueHD. El disc inclou una nova pista de comentaris de Roberto Orci i Alex Kurtzman, els guionistes de la pel·lícula Star Trek de 2009. El 7 de juliol de 2021, es va anunciar que una caixa de 4K Ultra HD Blu-ray que contindria les quatre primeres pel·lícules de Star Trek s'estrenaria el 7 de setembre d'aquell any per commemorar el 55è aniversari de la franquícia.